# Iphigenia (film)
Iphigenia (Grieks: Ιφιγένεια, Ifigenia) is een Griekse dramafilm uit 1977 onder regie van Michael Cacoyannis. De film is gebaseerd op het treurspel Iphigenia in Aulis van Euripides.

## Verhaal
In Aulis wacht de Griekse vloot op een gunstige vaarwind, zodat het leger kan uitvaren naar Troje. Soldaten uit het verzamelde Griekse leger doden een hert uit een kudde die onder bescherming van de Griekse godin Artemis staat.
De toorn van de godin is hierover zo groot dat zij als straf de vloot nimmer zal laten uitvaren mits koning Agamemnon, opperbevelhebber van het Griekse leger, zijn dochter Iphigenia offert. In onafzienbare tweestrijd gedompeld laat hij, op raad van de ziener Calchas, het afschuwelijke lot aan zijn dochter voltrekken.

## Rolverdeling
- Tatiana Papamoschou: Iphigenia
- Irene Papas: Clytaemnestra
- Kostas Kazakos: Agamemnon
- Kostas Karras: Menelaüs
- Christos Tsagas: Odysseus
- Panos Michalopoulos: Achilles
- Dimitri Aronis: Calchas